# Phallodrilus coeloprostatus
Phallodrilus coeloprostatus är en ringmaskart som beskrevs av Cook 1969. Phallodrilus coeloprostatus ingår i släktet Phallodrilus och familjen glattmaskar. Inga underarter finns listade i Catalogue of Life.